# 隆昌路駅
座標: 北緯31度16分37.2秒 東経121度32分24.4秒 / 北緯31.277000度 東経121.540111度
隆昌路駅（りゅうしょうろえき）は、上海市楊浦区長陽路隆昌路に位置する上海地下鉄12号線の駅。

## 駅構造
- 島式ホーム1面2線の地下駅。ホームドア設置。

## 歴史
- 2013年12月29日 - 12号線開業。

## 隣の駅
上海地下鉄
■12号線
寧国路駅 - 隆昌路駅 - 愛国路駅